# 三田萌日香
三田 萌日香（みた もにか、2000年8月12日 - ）は、日本の女優、アイドル。女性アイドルグループ・アイオケのメンバー。ハコイリ♡ムスメ、FLOWLIGHT（「Monika」名義）の元メンバー。フォーサイドメディア所属。東京都出身。2017年12月、菅沼 もにか（すがぬま もにか）より改名。聖心女子大学卒。

## 略歴
2014年4月にボックスコーポレーションからスカウトされる。数週間後に初めて受けたレッスンでハコイリ♡ムスメのメンバー募集があり、オーディションを受け、メンバーに選ばれる。
同時期にAI女優養成プロジェクトの3期生となるが、ハコイリ♡ムスメ活動に専念するためAI女優養成プロジェクトは卒業。
「エデンの空に降りゆく星唄」（2014年8月）にて初舞台。「城下町のダンデライオン」（2016年8月）にて初主演。
ハコイリ♡ムスメのメンバーとして軽率な行動があったとして、2016年9月15日付にて2016年内の活動を停止。2017年1月2日、ボックスコーポレーションとハコイリ♡ムスメ運営の連名で2016年12月31日付での脱退を発表した。
2017年12月1日、自身のTwitterで三田萌日香への改名とグラフィティへの所属を発表した。
2019年3月25日、フォーサイドメディアに移籍、FLOWLIGHTに新メンバー・Monikaとして加入。同年12月31日をもって解散。なお、FLOWLIGHTのメンバーのうち、三田と木村葉月、佐藤琴乃の3人で2019年11月にFX系アイドル「Karen-cies」（カレンシーズ）を結成している。
2020年2月、J1・横浜FCのスタジアムMCに就任。7月23日、RY's改めアイオケのメンバーとして活動スタート。

## 出演

### テレビドラマ
- 美女と男子 第6話（2015年5月19日、NHK総合テレビジョン） - ナミ 役[11]
- チア☆ドル 第4話（2015年11月7日、ABCテレビ） - 松井舞優 役
- 暴太郎戦隊ドンブラザーズ ドン23話（2022年8月7日、テレビ朝日） - 女子高生 役

### バラエティ
- Rの法則（2016年1月 - 9月、NHK Eテレ） - 第7期R'sメンバー（「もにか」）[12]

### 舞台
- アリスインプロジェクト
  - エデンの空に降りゆく星唄[13]（2014年8月13日 - 17日、新馬場・六行会ホール） - 岩本のりか 役（チームノア）
  - 戦国降臨ガール・ReBirth[14]（2014年10月29日 - 11月3日、新馬場・六行会ホール） - 森田蘭子 役
  - セブンフレンズ・セブンミニッツ[15]（2014年12月17日 - 21日、新馬場・六行会ホール） - 沢渡駆 役
  - バックイン・ミレニアム[16]（2017年8月9日 - 16日、西新宿・新宿村LIVE） - 鴨嘴泉 役
- 映画×舞台「ダる。」（2015年9月25日、WIZホール〈野方区民ホール〉）
- 舞台版「レーカン!」（2015年11月11日 - 15日、日本芸術専門学校大森校劇場） - コギャル霊 役[17]
- アリスインプロジェクト×ボクラ団義「ハイスクールミレニアム2015[18]」（2015年12月16日 - 20日、新馬場・六行会ホール） - 水沢沙希 役
- まつだ壱岱+劇団M.M.C「ミュージカル ホス探へようこそ The Last Valentine」（2016年2月10日 - 14日、新宿・シアターサンモール） - 日陽 役
- VACAR ENTERTAINMENT
  - 城下町のダンデライオン（2016年8月9日 - 14日、CBGKシブゲキ!!） - 主演・櫻田茜 役
  - 野畑の飼ってた宇宙人[19]（2017年10月25日 - 29日、池袋・シアターグリーンBIG TREE THEATER） - 武島シノブ 役[20]
  - Anemone[21]（2018年8月15日 - 19日、築地・ブディストホール） - 葵 役[22]
- 歌と朗読劇「マジカルペンシル・マジビジョ！4days再演」（2018年6月14日 - 18日、渋谷・Gaba－Sugoka）
- 朝倉薫プロデュース
  - 少年口伝隊一九四五（2018年8月6日、なかのZERO）[23]
  - タイラー△（2018年9月22日、築地・ブディストホール） - 日替わりゲスト（TERRA組）
- 劇団オモテナシ「年中無休のヒーロー[24]」（2018年9月26日 - 30日、日暮里d-倉庫） - グリーン 役[25]
- RAVE☆塾「Wteen〜罵詈雑言の剣ヶ峰!背水JKに与えられた指令は問答無用のサプライズ〜[26]」Aチーム（2022年8月25日 - 28日、CBGKシブゲキ!!） - 小崎ちゃん 役[27]
- ジェイジャーニー合同会社「『テムとゴミの声』第2章～また会えたなら～[28]」（2024年2月28日 - 3月3日、CBGKシブゲキ!!） - ソフィアパルメジャン 役[29]
- Soymilk Co.「明日は捲る」（2024年5月15日 - 19日、新宿・シアターサンモール） - 富樫玲奈 役[30]
- ZANY「十年希望〜ぼくらのSentimental Journey 2024〜」希チーム（2024年6月12日 - 16日、上野ストアハウス） - 新村ハル 役[31]
- アイオケ「11人と戦う宮崎さん[32]」（2024年10月12日 - 14日、恵比寿・エコー劇場）
- 劇団皇帝ケチャップ「何も変わらない今日という日の始まりに[33]」（2024年11月13日 - 17日、浅草九劇） - 永作矢射子 役[34]
- 舞台「地獄の控室」（2025年5月30日 - 6月8日、ザ・ポケット） - チャッピー 役[35]

### ネット配信
- オンライン朗読劇「Greif3[36]」Aチーム（2020年7月3日 - 12日、アイエス・フィールド）
- notallミュージックトークライブ『 6U 』（2021年10月27日 、wallop）[37]

### 映画
- ひ・き・こ降臨（2014年、吉川久岳監督）[38]

### 雑誌
- LOVE berry（2016年1月 - 11月、徳間書店） - モデル[39]

### 広告
- 静岡学園（2015年6月 - ）[40]